# A Celtic Journey
A Celtic Journey es el tercer álbum de estudio oficial de la destacada cantante Irlandesa Méav Ní Mhaolchatha, originalmente fue publicado a inicios de 2005 como álbum en solitario, pero con la llegada de Méav a Celtic Woman, este álbum y todos sus predecesores fueron remasterizados y presentados por Celtic Woman. Básicamente es una nueva edición de su primer álbum Méav, ya que posee temas como Celtic Prayer y She Moved Through The Fair estrenados previamente en dicho disco.

## Lista de temas
| A Celtic Journey |                                    |                                   |          |  |
| N.º              | Título                             | Autor                             | Duración |  |
| 1.               | «She Moved Through The Fair»       | Traditional                       | 4:06     |  |
| 2.               | «The Last Rose of Summer»          | Thomas Moore/Sir John Stevenson   | 4:42     |  |
| 3.               | «Down By The Salley Gardens»       | William Butler Yeats              | 3:53     |  |
| 4.               | «I Dreamt I Dwelt In Marble Halls» | Alfred Bunn/Michael William Balfe | 3:48     |  |
| 5.               | «Celtic Prayer»                    | David Agnew                       | 4:16     |  |
| 6.               | «Suantraí»                         | Andreja Malir/Méav Ní Mhaolchatha | 4:59     |  |
| 7.               | «Danny Boy»                        | Fraderic Edward Weatherley        | 3:19     |  |
| 8.               | «Greensleeves»                     | Traditional                       | 3:16     |  |
| 9.               | «Dante's Prayer»                   | Loreena McKennitt                 | 5:34     |  |
| 10.              | «Goltraí»                          | Andreja Malir/Méav Ní Mhaolchatha | 3:50     |  |
| 11.              | «Silent Night»                     | Joseph Mohr/Franz Xaver Gruber    | 3:40     |  |
| 45:11            |                                    |                                   |          |  |

## A Celtic Journeyen Celtic Woman
Varios de los temas expuestos en esta producción fueron nuevamente utilizados en el posterior concierto y álbum Celtic Woman como también en las siguientes producciones musicales del grupo, los temas seleccionados para su interpretación fueron:
- She Moved Thru' The Fair: Es la pista 11 en el álbum Celtic Woman de 2005, se modifica levemente, conservando su estilo.
- The Last Rose Of Summer: Es la pista 9 en el álbum A New Journey, se interpreta por Méav acompañada en dueto con Hayley Westenra.
- I Dreamt I Dwelt In Marble Halls: Apareció en el primer concierto de Celtic Woman, esta versión se aprecia más complementada musicalmente. Es la pista 4 en el EP inédito de Celtic Woman, Live EP de 2005.
- Danny Boy: Es la pista 4 en el álbum Celtic Woman, al igual que en su versión original es interpretada íntegramente por Méav. Es una versión menos instrumental acompañada por un grupo vocal como coro. El tema aparece nuevamente en la presentación en vivo de A New Journey en 2006.
- Silent Night: Es la pista 5 en el álbum de Celtic Woman A Christmas Celebration, es interpretada por Méav acompañada intrumentalmente por Máiréad Nesbitt en el violín. Posteriormente, en 2012, aparece nuevamente en el álbum Home For Christmas, siendo cantada por Méav en solitario.

A Celtic Journey forma parte de los Solo Works — o trabajos en solitario— de las integrantes fundadoras de Celtic Woman.